# Jekaterina Jefremenkova
Jekaterina Olegovna Jefremenkova (Russisch: Екатерина Олеговна Ефременкова) (Tsjeljabinsk, 31 december 1997) is een Russisch shorttrackster.

## Biografie
Jefremenkova werd geboren in Tsjeljabinsk en begon op 11-jarige leeftijd met shorttracken.
Jefremenkova vertegenwoordigde (de Olympische Atleten uit) Rusland op de Olympische Winterspelen 2018 en het Russisch Olympisch Comité op de Winterspelen van 2022. Ze won nog geen olympische medaille. Verder deed Jefremenkova mee aan wereldkampioenschappen en Europese kampioenschappen. Op de wereldkampioenschappen behaalde ze een keer zilver en een keer brons. Op de Europese kampioenschappen won Jefremenkova alle medailles één keer. Deze behaalde medailles won Jefremenkova met de Russische aflossingsploeg. Individueel werd ze op het EK 2020 vijfde in het eindklassement. Op het EK 2021 verbeterde ze haar prestatie en werd ze mede door winst in de superfinale vierde in het eindklassement, haar hoogste individuele eindklassering tot dan toe. Jefremenkova behaalde op de wereldbekertoernooien van Almaty, Minsk, Montréal en Calgary wel al eens het podium op individuele afstanden, met name op de 1500 meter.

## Referentie
1. ↑  Profiel op isu.com. Gearchiveerd op 16 augustus 2023.